# エドワード・ブルック
エドワード・ウィリアム・ブルック3世（Edward William Brooke, III, 1919年10月26日 - 2015年1月3日）は、アメリカの政治家、法律家。マサチューセッツ州検事総長（1963年 - 1967年）、連邦上院議員（マサチューセッツ州選出、1967年 - 1979年）。アフリカ系アメリカ人として初めて、一般投票で選出された上院議員である。所属政党は共和党。

## 生涯
1919年、ワシントンD.C.で生まれる。アフリカ系のために設けられた名門大学、ワシントンD.C.のハワード大学を1941年に卒業した。第二次世界大戦中は陸軍大尉として従軍。戦後、ボストン大学ロー・スクールを修了し、法曹界に入る。
1961年から1962年にかけて、ボストン市の財務委員会の委員長を務め、政界に関わる。1962年にはマサチューセッツ州検事総長に選出され、1964年に再選される。州検事総長として、ブルックは組織犯罪の撲滅に力を尽くし、犯罪組織の弱体化に成功、名声を得た。1966年に上院議員選挙に立候補し、民主党候補を降して当選を果たす。彼はアフリカ系アメリカ人として初めて一般投票で選出された人物であり、南北戦争後の再建期以降初のアフリカ系上院議員である。彼の後アフリカ系として選出されたのはキャロル・モスリー・ブラウン、バラック・オバマ（共にイリノイ州選出、民主党)の2人である。
1967年には、ジョンソン大統領の社会不安（主に様々な社会運動の過激化）に関する諮問委員会のメンバーに選ばれるなど、検事総長時代の経験を生かした。いわゆる「ロックフェラー・リパブリカン」と呼ばれる共和党内の左派、穏健派に属しており、ニクソン政権の経済政策、外交政策には概ね賛同するものの、社会政策を中心に政権に反発することもしばしばであった。最も顕著な例は、大統領の指名した最高裁判事、ハロルド・カーズウェルの承認に反対票を投じたことである。ちなみにカーズウェルの承認自体も、民主党と共和党の一部議員により阻まれた。1972年には共和党大会における基調演説者となり、また62%対34%の大差で再選された。だが、二期目に彼は自身の離婚問題を抱え、この問題は継続的に、広く報道された。その結果彼は広範な支持を失い、1978年の改選の際には、民主党のポール・ソーンガス下院議員に55%対45%で敗れた。
上院議員を引退後は、低所得者向けの住宅の問題に取り組んだ。2002年9月には自身が乳癌にかかっていることを公表し、男性の乳癌に対する社会の認知を高める活動を精力的に展開していた。2004年にはブッシュ大統領より、文民にとって最高の栄誉である大統領自由勲章を授かった。
2015年1月3日、老衰のためフロリダ州の自宅で死去。95歳没。